# Malum perforans

Ulcus an der Ferse

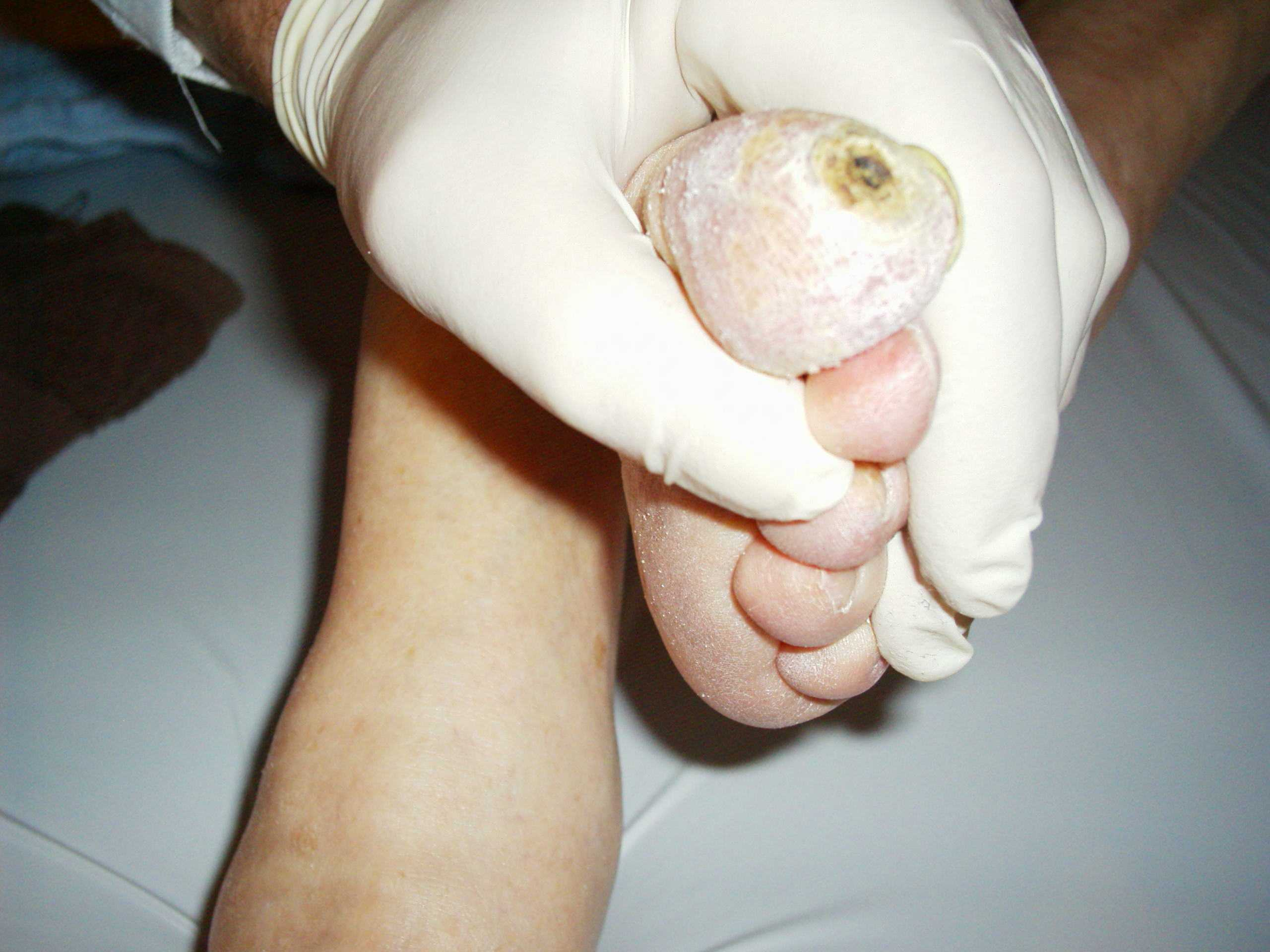
Ulcus an der Großzehe

Das Malum perforans ist ein Ulcus oder eine Hornhautschwiele an der Fußsohle als Folge einer Polyneuropathie. Die Polyneuropathie ist dabei meist durch Diabetes mellitus hervorgerufen, was dann auch als Diabetisches Fußsyndrom bezeichnet wird. Im Gegensatz zum Ulcus cruris liegt keine wesentliche Durchblutungsstörung vor.
Angesichts der Ungenauigkeit des Begriffs wird von der Verwendung in der Diagnostik abgeraten, stattdessen sollte die präzisere Bezeichnung „polyneuropathisches Ulcus“ verwendet werden.

## Ursachen
Da eine Polyneuropathie Voraussetzung für die Entwicklung eines Malum perforans ist, kommen alle Krankheiten, die eine periphere Nervenschädigung auslösen können, als Ursache in Betracht. Am weitaus häufigsten ist ein Diabetes mellitus zu nennen, jedoch können auch Alkoholmissbrauch oder ein Vitamin-B12-Mangel ursächlich sein. Neben einer Idiopathischen Polyneuropathie (ohne erkennbare Ursache) kommen noch seltenere Erkrankungen aus dem infektiösen oder autoimmunologischen Spektrum in Betracht.

## Pathogenese
Durch die Nervenschädigung an den Füßen bekommen die Patienten keine Rückmeldung über die Belastung der Füße beim Gehen, was zu Fehlbelastungen führt. An Stellen, an denen der Knochen nur mit wenig Fettgewebe geschützt ist und die beim Gehen besonders belastet werden, bilden sich Hornhautschwielen. Auch das Schmerzempfinden ist durch die periphere Nervenschädigung reduziert, so dass an diesen druckbelasteten Hautstellen kleine Verletzungen nicht bemerkt werden und sich so an vorgeschädigter Haut rasch ein Geschwür bilden kann.

## Komplikationen
Durch die oftmals bestehende Mikroangiopathie können Zellen aus dem Blut sehr schlecht das Gewebe erreichen. Somit ist einerseits die Reparatur des Hautdefektes erschwert, andererseits kommen Zellen des Immunsystems schlecht an die offene Hautstelle, die potentiell Eintrittspforte für eine Vielzahl an Krankheitserregern darstellt. Die Geschwüre können sich ohne richtige Behandlung schnell bis auf den Knochen ausdehnen und im schlimmsten Fall diesen infizieren (Osteomyelitis), was oftmals zur Amputation eines Teils der Gliedmaßen führt.

## Behandlung
An erster Stelle steht die Behandlung der Grunderkrankung, die der Polyneuropathie zu Grunde liegt. Professionelle Fußpflege und entlastendes Schuhwerk sollten obligatorisch sein. Nekrotische Anteile des Ulcus sollten entfernt werden und die Wunde unter Verbänden feucht gehalten werden. Bei infizierten Geschwüren muss eine Therapie mit Antibiotika erwogen werden; wenn bereits der Knochen infiziert ist, kann oftmals nur noch die Extremität amputiert werden.